# Пиренейска водна къртица
Пиренейската водна къртица (Galemys pyrenaicus) е вид бозайник от семейство Къртицови (Talpidae), единствен представител на род Galemys. Видът е световно застрашен, със статут Уязвим.

## Разпространение и местообитание
Разпространен е в Андора, Испания, Португалия и Франция.